# Henriette Marie von der Pfalz

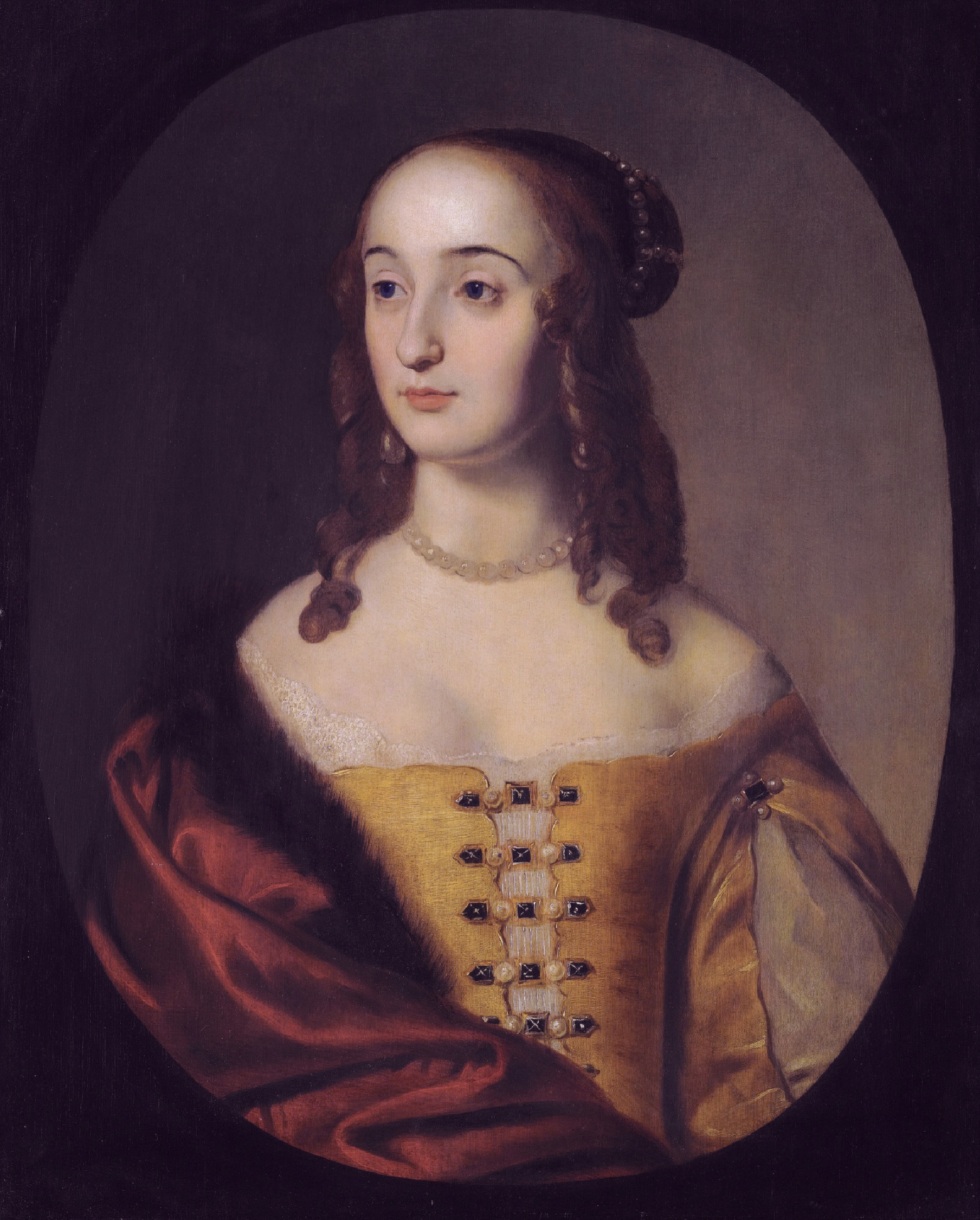
Prinzessin Henriette Marie von der Pfalz

Henriette Marie von der Pfalz (* 17. Juli 1626 in Den Haag; † 18. September 1651 in Sárospatak) war eine Prinzessin von der Pfalz, Titular-Pfalzgräfin bei Rhein und durch Heirat Gräfin von Mongatsch.

## Leben
Henriette Marie war eine Tochter des Kurfürsten Friedrich V. von der Pfalz (1596–1632) aus dessen Ehe mit Elisabeth Stuart (1596–1662), Tochter des Königs Jakob I. von England. Die als vielseitig begabt beschriebene Prinzessin wuchs zunächst in Leiden, dann am Hof ihrer Mutter in Den Haag auf. Später wurde Henriette Marie an den Hof ihrer Tante, der Kurfürstin Elisabeth Charlotte von Brandenburg nach Crossen an der Oder gegeben.

### Geschwister
|     | Geschwister von Elisabeth von der Pfalz |
| --- | --- |
| 1.  | Heinrich Friedrich (* 11. Januar 1614 in Heidelberg; † 17. Januar 1629 in der Nähe von Haarlem ertrunken, Grabstätte im St. Vinzent Kloster oder in der Prinzenkirche in ’s-Gravenhage, Niederlande), Kurprinz von der Pfalz |
| 2.  | Karl Ludwig (* 22. Dezember 1617 in Heidelberg; † 28. August 1680 bei Edingen), Kurprinz und nachmaliger Kurfürst von der Pfalz |
| 3.  | Elisabeth (* 26. Dezember 1618 in Heidelberg; † 8. Februar 1680 im Stift Herford, Grabstätte im Herforder Münster, seit dem 30. April 1667 Äbtissin zu Herford (Westfalen)) |
| 4.  | Ruprecht (* 27. Dezember 1619 in Prag; † 29. November 1682 in London, Grabstätte in der Westminster-Abtei, London), seit 1643 Duke of Cumberland, britischer Admiral, Gouverneur von Windsor ⚭ morganatisch mit Lady Bellamont und später mit Margarete Hewes |
| 5.  | Moritz (* 6. Januar 1621 in Küstrin; † September 1652, verschollen, wahrscheinlich bei einem Schiffbruch auf hoher See oder als Gefangener in Algier gestorben) |
| 6.  | Louise Maria „Luise-Hollandine“ (* 18. April 1622 in Den Haag; † 11. Februar 1709 im Kloster Maubuisson, Grabstätte im Zisterzienserinnenkloster Maubuisson in Saint-Ouen-l’Aumône, Département Val-d’Oise, Frankreich), seit 1664 Äbtissin zu Maubuisson |
| 7.  | Ludwig (* 31. August 1623 in Den Haag; † 24. Dezember 1623 ebd., Grabstätte im St. Vinzent-Kloster oder in der Prinzenkirche in ’s-Gravenhage, Niederlande) |
| 8.  | Eduard (* 5. Oktober 1625 in Den Haag; † 13. März 1663 in Paris, Grabstätte in der Klosterkirche Val de Grace, Paris) ⚭ seit 1645 mit Anna Gonzaga (* 1616; † 6. Juli 1684), Prinzessin von Nevers, Mantua und Monferrat |
| 9.  | Henriette Marie (* 17. Juli 1626 in Den Haag; † 18. September 1651 in Sárospatak, Grabstätte in der St. Michaels-Kirche, Karlsburg, heute Alba Iulia, Rumänien) ⚭ seit dem 16. Mai 1651 in Patak mit Sigismund II. Rákóczi (* 14. Juli 1622; † 4. Februar 1652 in Făgăraș, Grabstätte in der St. Michaels-Kirche, Karlsburg, heute Alba Iulia, Rumänien), Graf von Mongatsch |
| 10. | Philipp (* 16. September 1627 in Den Haag; 16. Dezember 1650 in der Schlacht bei Rethel gefallen, Grabstätte in der Pfarrkirche Saint Charles, Sedan), lothringischer Reiterobers |
| 11. | Charlotte (* 19. Dezember 1628 in Den Haag; † 24. Januar 1631 in Den Haag, Grabstätte in der Hof- und Kollegiatskapelle, später französische Klosterkirche, Den Haag, Niederlande) |
| 12. | Sophie (* 14. Oktober 1630 in Den Haag; † 8. Juni 1714 in Herrenhausen, Grabstätte im Welfenmausoleum im Berggarten Herrenhausen in Hannover); ⚭ seit dem 17. Oktober 1658 in Heidelberg mit Ernst August, Kurfürst von Hannover |
| 13. | Gustav Adolf (* 14. Januar 1632 in Den Haag; † 9. Januar 1641, Grabstätte in der Hof- und Kollegiatskapelle, später französische Klosterkirche, Den Haag, Niederlande) |

Sie heiratete am 26. Juni 1651 in Sárospatak den Prinzen Sigismund Rákóczi (1622–1652), Graf von Mongatsch (Munkatsch), einem jüngeren Sohn des Fürsten Georg I. Rákóczi von Siebenbürgen. Henriette Marie hatte sich heftig gegen diese Ehe gewehrt und in zahlreichen Briefen an ihren Bruder um Hilfe ersucht, wo sie versprach alles zu tun, um ihren „Dienst an den Geschwistern“ zu leisten, und bezweifelte, ob dieses Eheprojekt wirklich dynastisch zweckdienlich sei. Henriette soll seinerzeit „krank vor Betrübnis“ gewesen sein und permanent geweint haben. Aber schließlich setzte sich die brandenburgische Kurfürstin durch, deren wesentliche Argumente darin bestanden, dass der Siebenbürger über 200 Diener und 50 Höflinge sowie zahlreiche Festungen verfüge, außerdem lasse er sein ganzes Haus von Silbergeschirr speisen; unter den evangelischen Fürsten sei er die beste Partie.
Henriette Marie starb plötzlich, erst 25-jährig, nur wenige Monate nach der Vermählung und gerade in Siebenbürgen angekommen, ohne Kinder geboren zu haben. Auf ihrer Reise von Krossen über Schlesien, Polen und Ungarn nach Siebenbürgen wurde sie von dem brandenburgischen Kammerherren Ulrich Wenzel begleitet. Ihrem Bruder, dem Kurfürsten Karl Ludwig von der Pfalz hatte sie noch in einem Brief berichtet: „Die gutte leütt haben wohl grosse sorg undt wolten es wol gerren alles gar gutt machen und muss ich sagen, das sie von mich bis auff den geringsten meiner diener sorg vordragen, das sie mit allem versehen mögen sein, ich beken das ich bei der nation, welche mich allezeit wie eine barbarische ist beschrieben worden, so vill sivilite nicht gesugt hatte, als ich hie bey ihnen sehe.“
Henriette Marie wurde in der Kathedrale St. Michael in Weißenburg bestattet.